# Naga Dorset

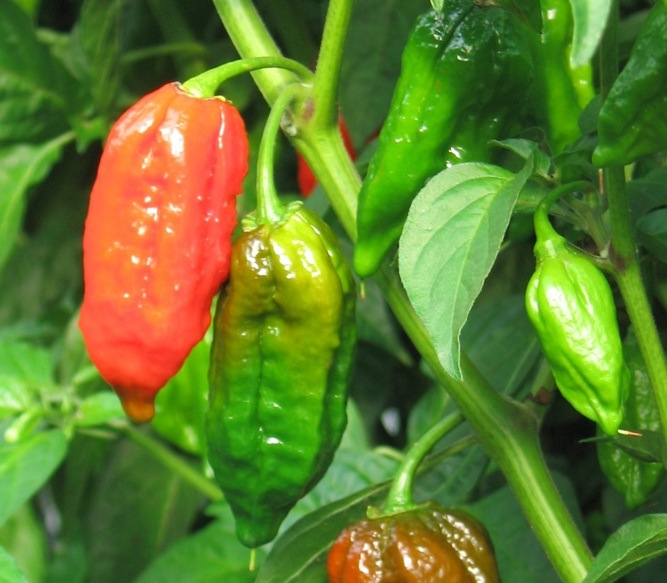
Un Naga Dorset mûr en rouge et immature en vert

Le Naga Dorset (naga signifie "serpent" en sanskrit) est un piment cultivé à West Bexington dans le comté de Dorset dans le Sud de l'Angleterre à partir du piment Bhut Jolokia.
Il est connu pour avoir été le troisième piment le plus fort du monde selon le Livre Guinness des records jusqu'en 2010, après le Bhut Jolokia derrière des cultivars se situant au-delà du million d'unités Scoville.

## Aspect
Le Naga Dorset se présente sous une forme approximativement conique d'environ deux centimètres de diamètre pour quatre de long, mais il peut également être plus petit.
Lorsqu'il n'est pas encore mûr, il est de couleur verte et devient rouge lorsqu'il l'est.

## Échelle de Scoville
Deux tests menés dans des laboratoires américains au début de 2006 ont estimé à 876 000  et 970 000  le nombre d'unités Scoville sur l'échelle du même nom. Pour comparaison, le Bhut Jolokia obtient 1 041 427 unités, alors que la sauce Tabasco rouge ne vaut que 5 000 unités Scoville.